# Берјозовски рејон (Краснојарска Покрајина)
Берјозовски рејон (рус. Берёзовский район) је општински рејон у централном делу Краснојарске Покрајине, Руске Федерације у непосредној близини града Краснојарска.
Административни центар рејона је насеље Берјозовка (рус. Берёзовка).
Приградски тип рејона, одмах поред Краснојарска. Налази се на десној обали Јенисеја. Транссиберске железнице и Московске магистрале. Сва насеља у овом рејону су повезана саобраћајним везама са регионалним центром у Краснојарску. Природа на овом простору је изузетно разноврсна и живописна. Рејон обилује многим боровим и четинарским шумама.
Суседни рејони су:
- север: Сухобузимски рејон
- исток: Рибински рејон
- југоисток: Ујарски рејон
- југ: Мански рејон
- југозапад: Балахтински рејон
- запад: Јемељановски рејон и град Краснојарск

Укупна површина рејона је 4.595 km².
Укупан број становника је 39.113 (2014)